# Расширение системы команд AES
Расширение системы команд AES (Intel Advanced Encryption Standard New Instructions; AES-NI) — расширение системы команд x86 для микропроцессоров, предложенное компанией Intel в марте 2008. Целью данного расширения является ускорение приложений, использующих шифрование по алгоритму AES. Сходное расширение PadLock engine существует в микропроцессорах от VIA Technologies.

## Новые инструкции
| Инструкция                                  | Описание                                        |
| ------------------------------------------- | ----------------------------------------------- |
| AES Encrypt Round (AESENC)                  | Выполнить один раунд шифрования AES             |
| AES Encrypt Last Round (AESENCLAST)         | Выполнить последний раунд шифрования AES        |
| AES Decrypt Round (AESDEC)                  | Выполнить один раунд расшифрования AES          |
| AES Decrypt Last Round (AESDECLAST)         | Выполнить последний раунд расшифрования AES     |
| AES Key Generation Assist (AESKEYGENASSIST) | Поспособствовать генерации раундового ключа AES |
| AES Inverse Mix Columns (AESIMC)            | Inverse Mix Columns                             |

## Микропроцессоры с расширением команд AES
- AMD:
  - Jaguar
  - Puma
  - Bulldozer, Piledriver, Steamroller, Excavator
  - Zen, Zen+, Zen2:
    - Ryzen, EPYC (2017)

  - Bulldozer:
    - FX (41xx  61xx 62xx 63xx 81xx)
- Intel:
  - Westmere (2010):
    - Core i5 (5xx  6xx)
    - Core i7 (6xx 97x 98x 99x)
    - Xeon: (W36xx  X56xx L56xx E56xx E7-28xx E7-48xx E7-88xx)

  - Sandy Bridge /  Ivy Bridge:
    - Core i5 (23xx 24xx 25xx 32xx  33xx 34xx 35xx 36xx)
    - Core i7 (26xx  27xx 28xx 29xx 37xx 38xx 39xx)
    - Xeon (E3-12xx E5-14xx E5-16xx E5-24xx E5-26xx E5-46xx)

  - и более новые семейств Haswell, Broadwell, Skylake, Kaby Lake, Coffee Lake, Ice Lake и прочих
  - Atom семейств Silvermont/Airmont (кроме Bay Trail-D и Bay Trail-M), а также Goldmont.

## Программное обеспечение, поддерживающее расширение команд AES
- OpenSSL 1.0.1
- The Bat! 4.3
- Linux Cryptographic API (необходимо 64-битное ядро) и все программы, использующие этот интерфейс программирования приложений
- TrueCrypt 7.0
- DiskCryptor 0.9
- FLAM®/FLUC® 5.1.08+ (Released 2015-08-24)
- VeraCrypt
- 7-Zip
- pfSense
- Bloombase Cryptographic Module[2]